# Caplutta Sontga Clau

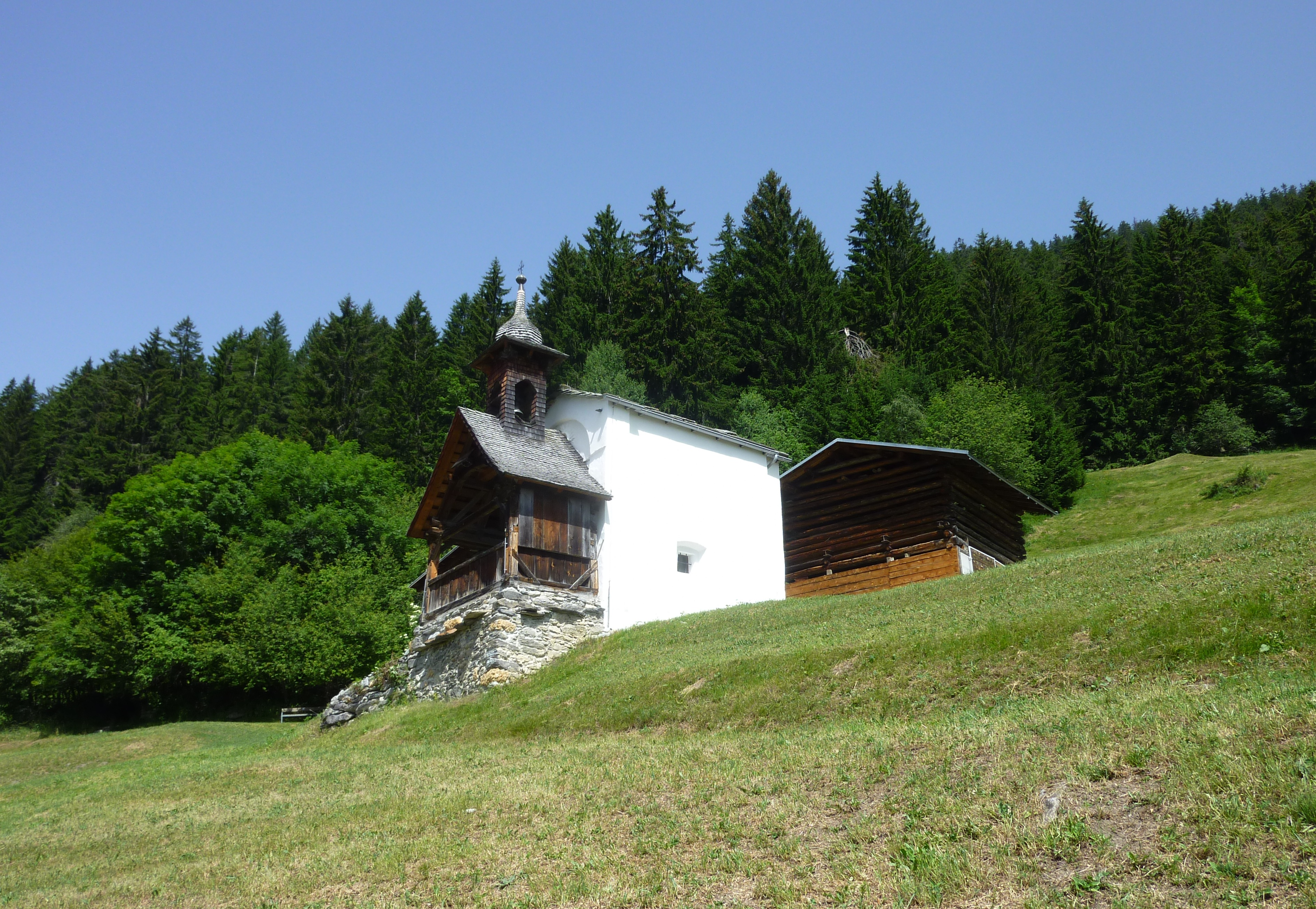
Ansicht von Südosten

Die Caplutta Sontga Clau (Sursilvan für „Kapelle des Heiligen Nikolaus“) ist eine kleine Kapelle in der Fraktion Dardin in der Gemeinde Breil/Brigels in der Surselva im schweizerischen Kanton Graubünden.

## Lage
Die nach Nordosten ausgerichtete Kapelle steht hoch oberhalb von Capeder, einem Weiler der Fraktion Dardin, neben ein paar Stallscheunen der ehemaligen Siedlung Pugaus (Arpagaus) auf einer Höhe von 1'290 Metern. Pugaus wurde um 1800 verlassen.

## Geschichte
Ursprünglich soll am gleichen Standort eine frühere Kapelle aus dem Mittelalter der Heiligen Dreifaltigkeit geweiht gewesen sein. Anlass für den Titelwechsel und den Neubau um 1708–1710 gab vermutlich ein Bauer, der zu Beginn des 18. Jahrhunderts beim Pflügen seines Ackers auf eine bemalte Nikolausstatue gestossen sein soll.

## Bau

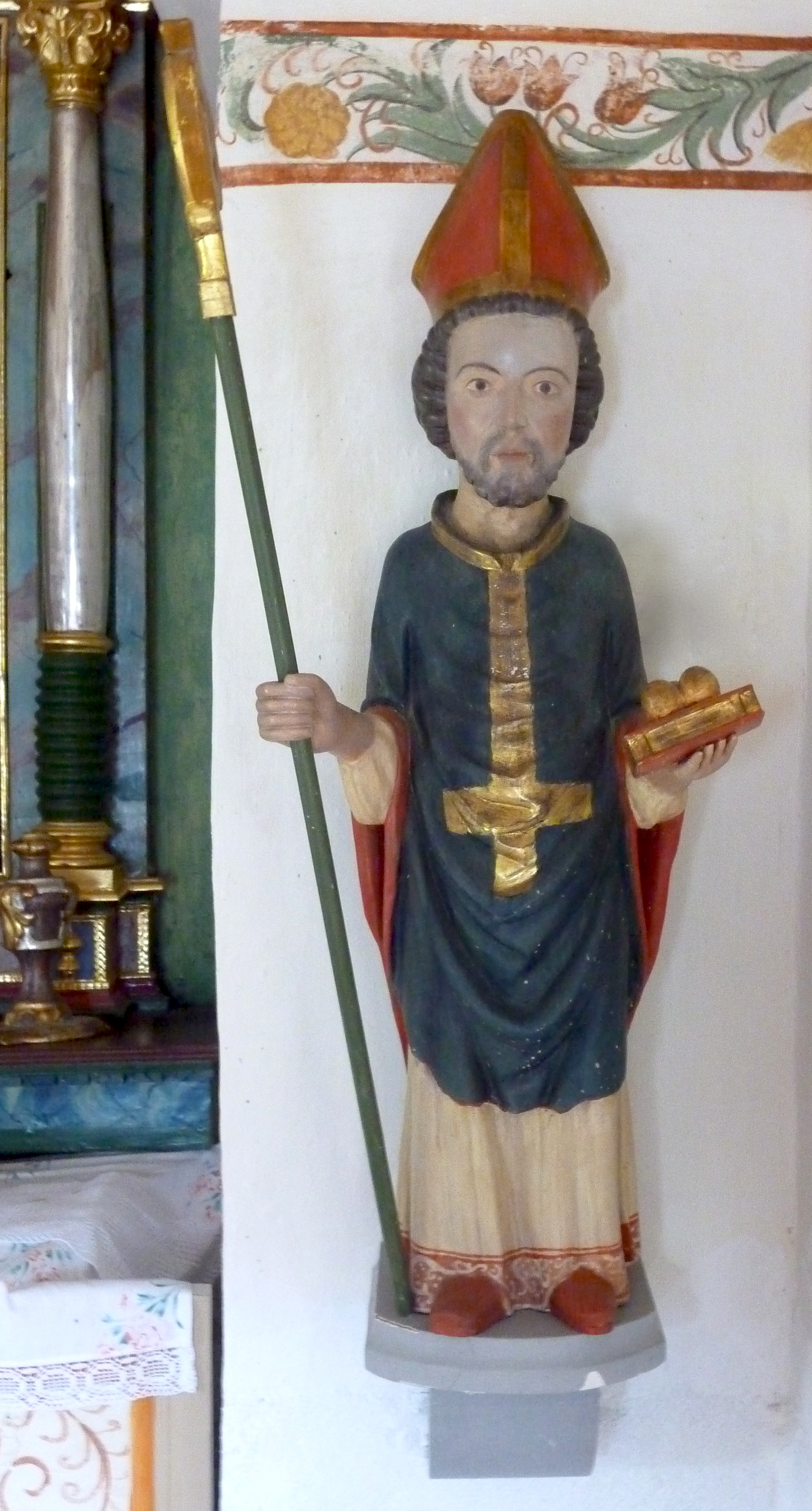
Nikolausfigur

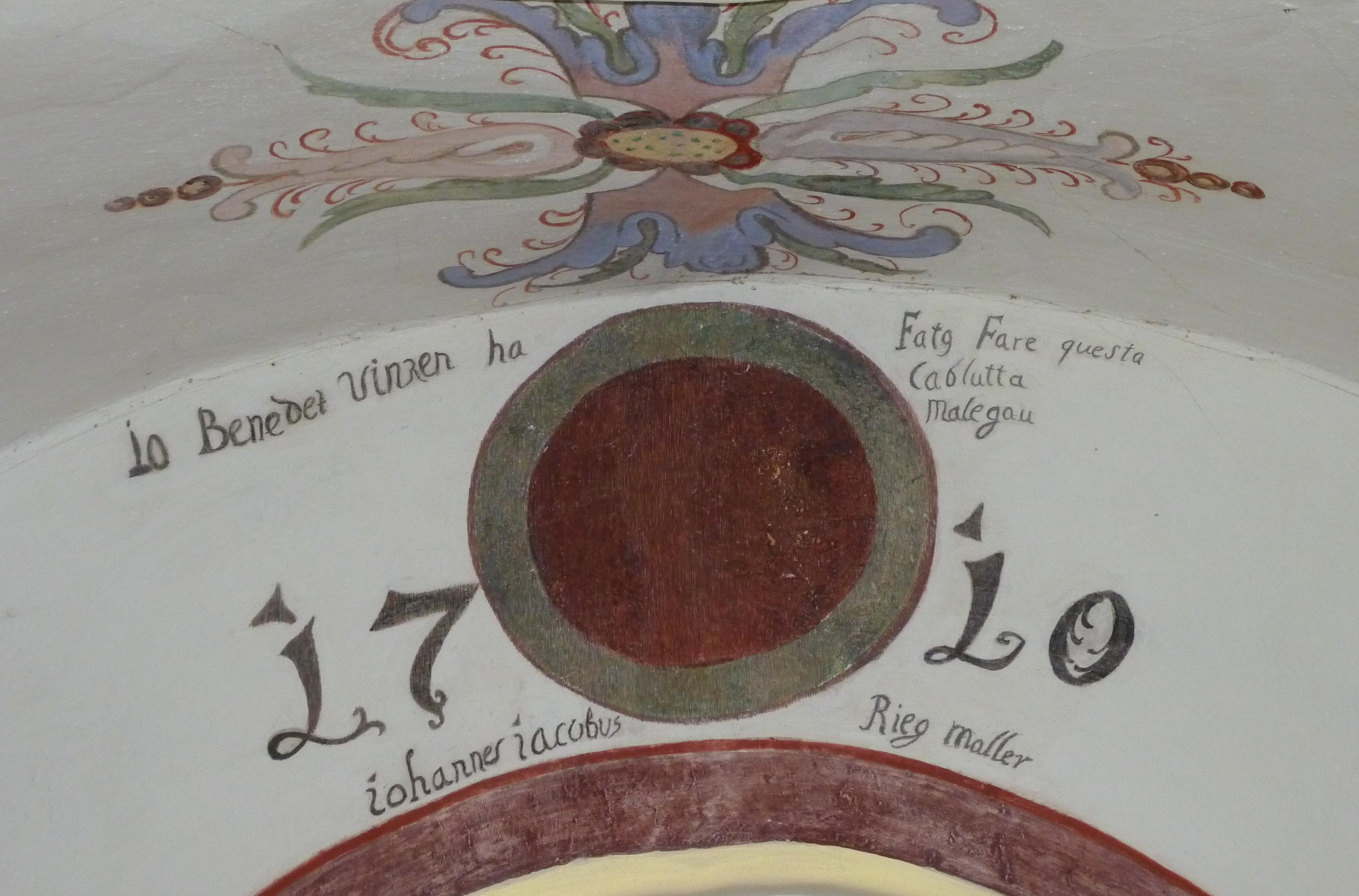
Inschrift des Stifters

Die gewölbte Kapelle barocken Stils ist mit Steinplatten gedeckt und mit einem kleinen, nischenartigen Chor ausgestattet. Die Malereien wurden 1710 vom Churer Maler Johann Jakob Rieg (1678–ca. 1731) ausgeführt. Eine rätoromanische Inschrift oberhalb der Eingangstür nennt Maler: Johannes Jacobus Rieg maller und den Spender: Jo(hann) Benedet Vinzen(s) ha Fatg Fare Questa Cabluta malegau (Johann Benedikt Vinzens hat diese Kapelle ausmalen lassen). Benedikt Vinzens aus Dardin ist im Sterbebuch von Dardin als Stifter der Kapelle erwähnt. Die hölzerne Nikolausfigur (Kopie) ist 92,5 cm hoch und stammt aus der Mitte des 14. Jahrhunderts. Der gezimmerte Vorbau wurde um 1800 angefügt. Links des Eingangs steht ein Aussenaltar, an dem bei grösseren Messen die Liturgie gefeiert werden konnte.
Die Glocke stammt aus dem Jahr 1708 und trägt die Inschrift "SANCTE NICOLAE ET SANCTE ANTONI ORATE PRO NOBIS. (Heiliger Nikolaus und Heiliger Antonius betet für uns). GOSS MICH ANDREAS A PORTA VON BREGENTZ MD CC VIII."
Vermutlich wurde die Kapelle auch von Pilgern besucht, die nach Disentis unterwegs waren. Damals führte der Hauptverkehrsweg durch die Surselva nicht dem Talgrund entlang, sondern führte einige hundert Meter unterhalb von Pugaus durch. Im Jahr 2000 wurde die Kapelle restauriert.

## Galerie

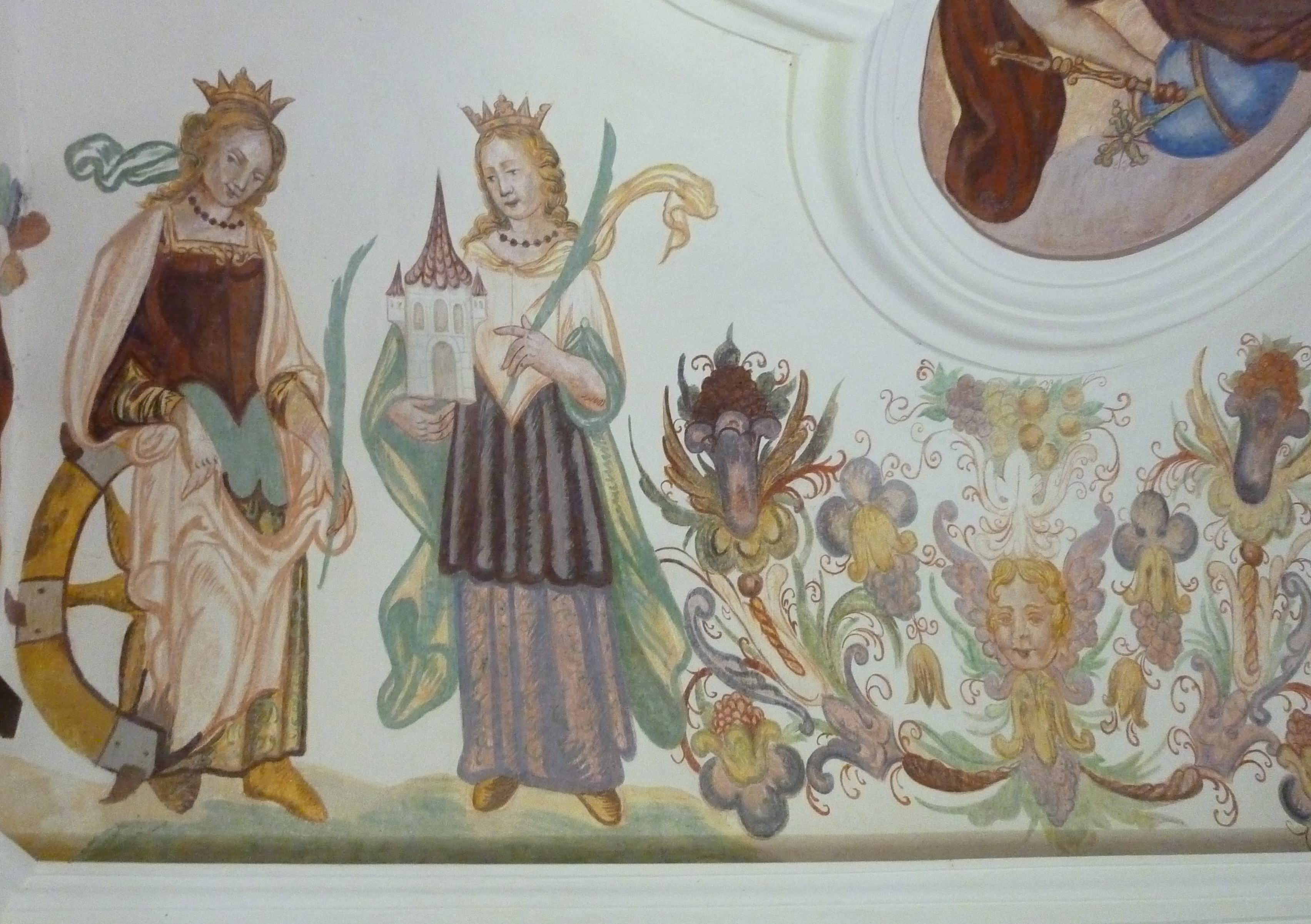
Wandmalerei
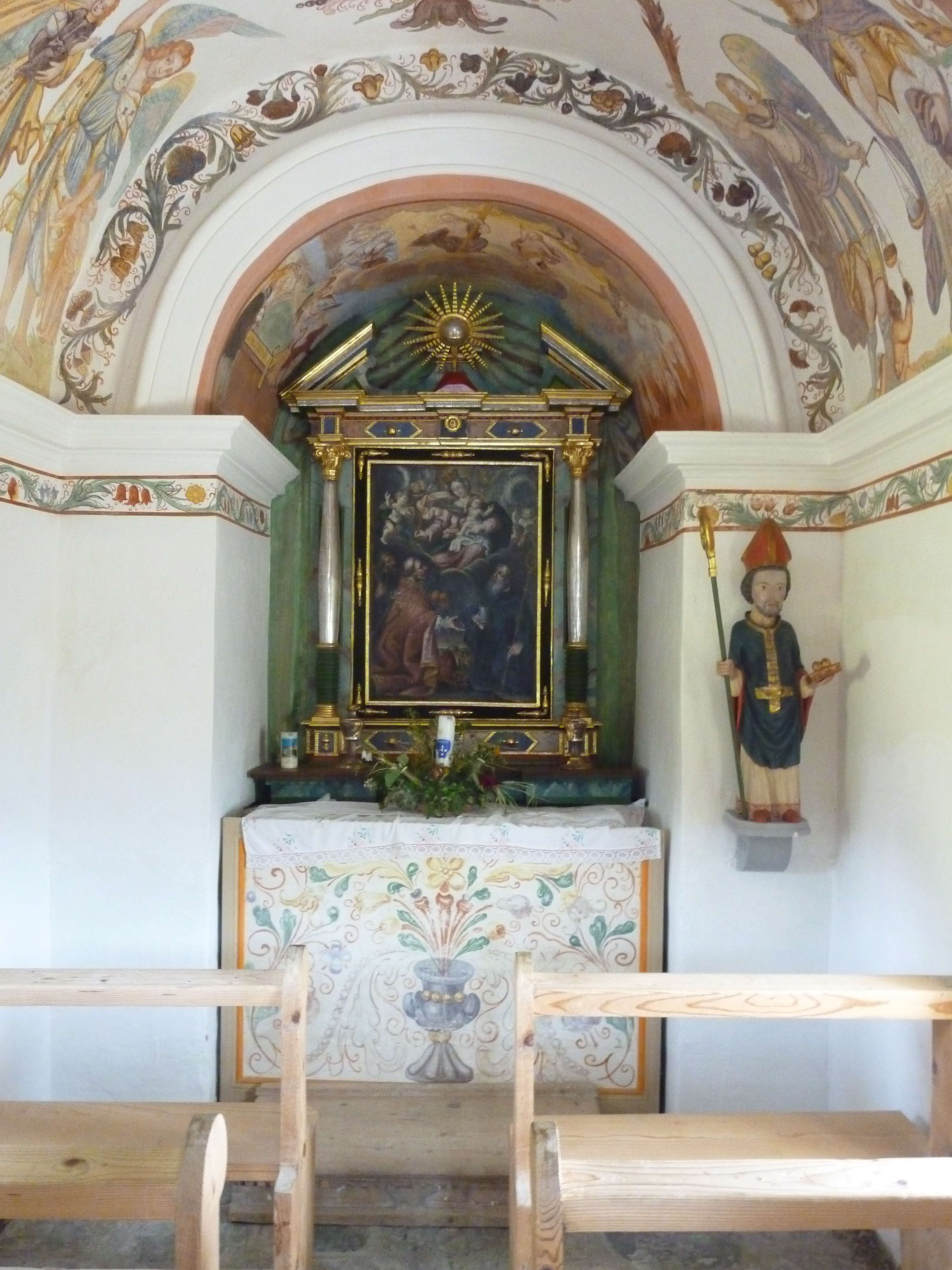
Altar
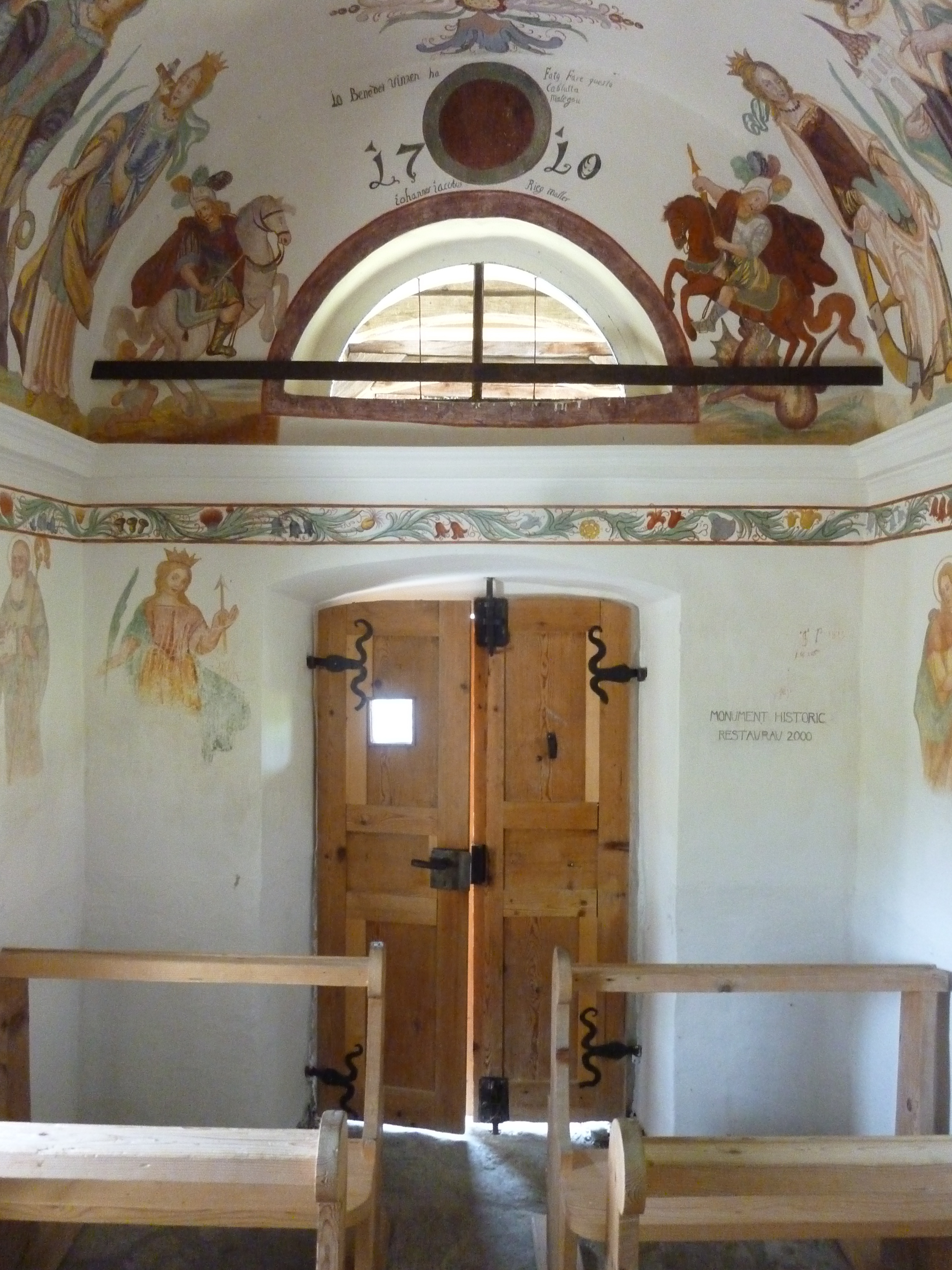
Rückwand
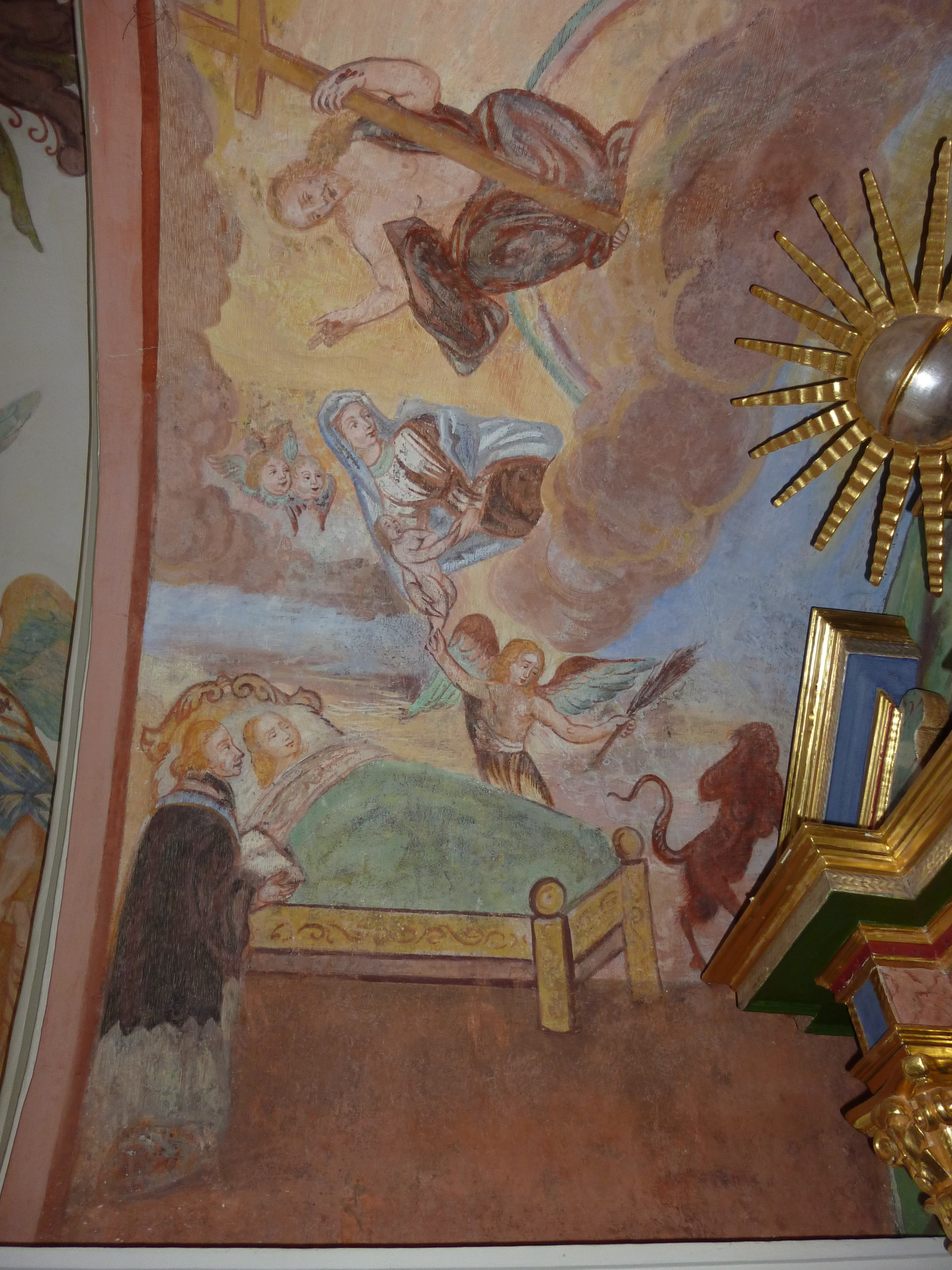
Chorbogen links
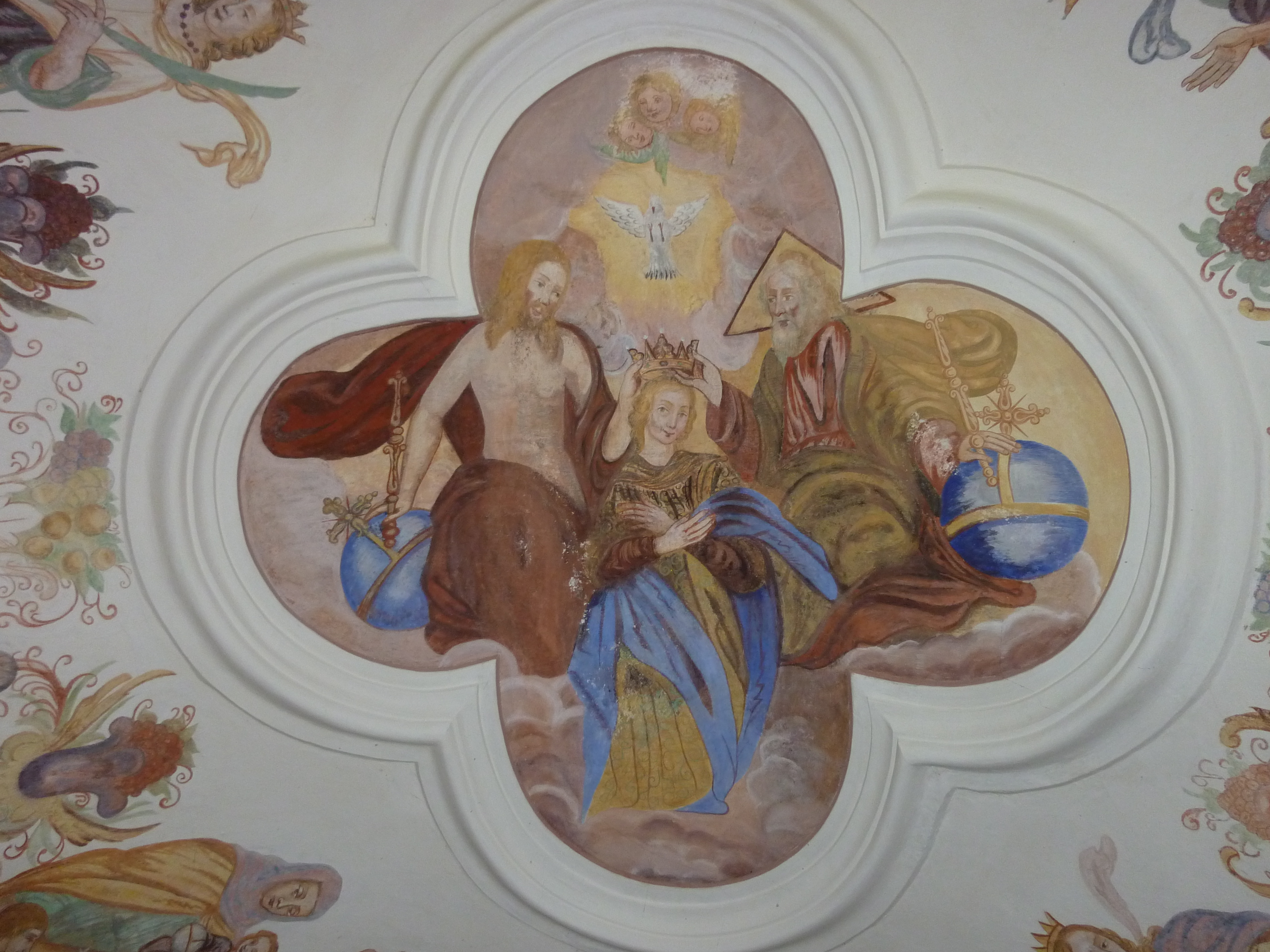
Malerei im Zentrum